# Общая циркуляция океана

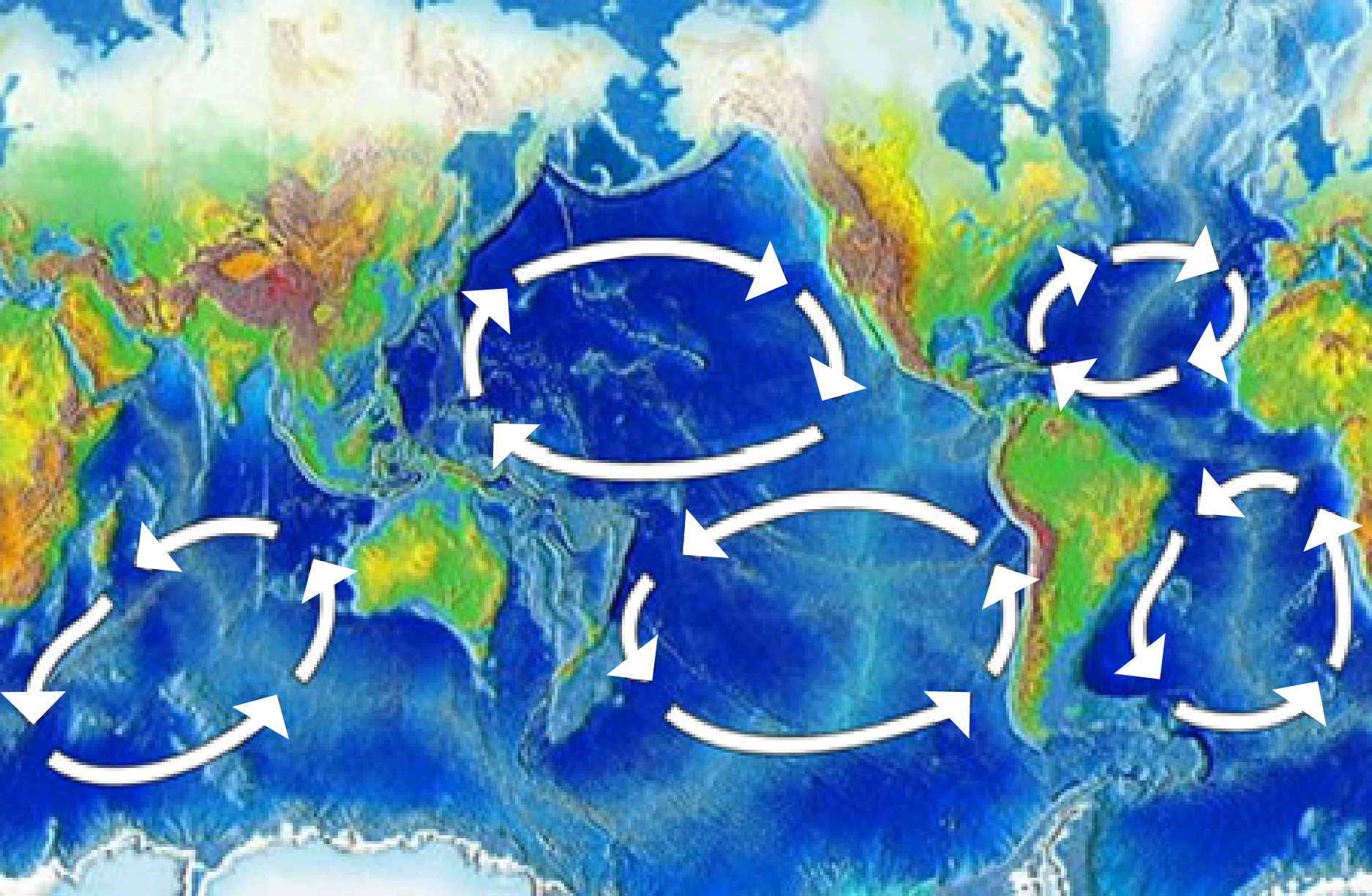
Пять основных океанических циклов

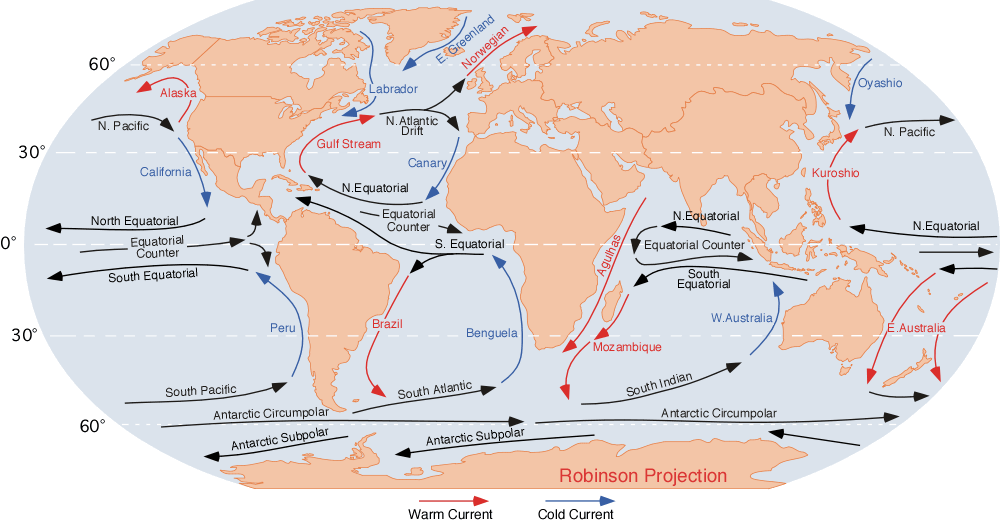
Основные течения мирового океана

Циркуляция океана — система замкнутых морских течений, проявляющихся в масштабах океанов или всего земного шара. Подобные течения приводят к переносу вещества и энергии как в широтном, так и в меридиональном направлениях, из-за чего являются важнейшим климатообразующим процессом, влияя на погоду в любом месте планеты.
Основная причина циркуляции океана — вращение Земли вокруг своей оси и обусловленная этим вращением сила Кориолиса, в соответствии с которой основные циклы океанских течений во всех мировых океанах имеют антициклоническое направление (по часовой стрелке в Северном полушарии и против часовой стрелки в Южном полушарии).
Кроме того, на поверхностные океанические течения значительное влияние оказывают устойчивые ветра, преимущественно определяющиеся неравномерностью распределения солнечной энергии на поверхности планеты. Течения, вызванные ветрами, называются ветровыми и являются поверхностными, что делает их очевидно наблюдаемыми.
Есть множество и других факторов, влияющих на морские течения, как то: воздействие Луны (приливы), рельеф и очертание материков, рельеф дна, слив материковых вод, химико-физический состав морских вод (Термохалинная циркуляция) и др.